# István Messzi
István Messzi, né le 29 juin 1961 à Kiskunfélegyháza et mort le 9 mai 1991, est un haltérophile hongrois.

## Carrière
István Messzi participe aux Jeux olympiques de 1988 à Séoul et remporte la médaille d'argent.